# Cratere Leavitt
Leavitt è un cratere lunare di 69,31 km situato nella parte sud-orientale della faccia nascosta della Luna.
Il cratere è dedicato all'astronoma statunitense Henrietta Swan Leavitt.

## Crateri correlati
Alcuni crateri minori situati in prossimità di Leavitt sono convenzionalmente identificati, sulle mappe lunari, attraverso una lettera associata al nome.
| Leavitt | Coordinate             | Diametro (in km) |
| ------- | ---------------------- | ---------------- |
| Z       | 42°34′12″S 139°33′36″W | 63,59            |